# جامار ديغز
جامار ديغز (بالإنجليزية: Jamar Diggs)‏ مواليد 27 نوفمبر 1988 في منيابولس، هو لاعب كرة سلة أمريكي. بدأ مسيرته الاحترافية في سنة 2011. يلعب مع أوتينوس يوفنتوس كلاعب هجوم خلفي. يحمل الرقم 0. يبلغ طوله 6 قدم 2 بوصة (1.9 م). لعب كرة السلة الجامعية في جامعة وين ستيت.

## المسيرة الاحترافية
لعب مع نادي بريشتينا لكرة السلة في سنة 2014، ثم لعب مع نادي بيتيشت لكرة السلة في سنة 2016، ثم لعب مع أوتينوس يوفنتوس في سنة 2016.

## روابط خارجية
- جامار ديغز على موقع كرة السلة الأوروبية.كوم (الإنجليزية)
- جامار ديغز على موقع كلية كرة السلة في سبورتس رفرنس.كوم (الإنجليزية)
- جامار ديغز على موقع ريلجم (الإنجليزية)
- جامار ديغز على موقع بروبوليرز (الإنجليزية)